# Emilio Sabattini
Emilio Sabattini (Vignola, 14 maggio 1952) è un politico italiano, ex presidente della Provincia di Modena.

## Biografia
Dopo aver conseguito la maturità classica, Sabattini si è avvicinato al mondo del sindacato, diventando sindacalista per la CISL. La sua carriera politica è iniziata negli anni 1980, iscrivendosi nella Democrazia Cristiana, ricoprendo il ruolo di segretario provinciale. Nel 1994, con lo scioglimento della DC, aderì al  Partito Popolare Italiano, diventandone segretario regionale per l'Emilia-Romagna. Successivamente, fu consigliere regionale nel 1990 e nel 1995, ricoprendo anche il ruolo di vicepresidente e assessore regionale durante la giunta di Pier Luigi Bersani. In seguito, aderì alla Margherita.
Alle elezioni amministrative del 2004, Sabattini fu eletto Presidente della Provincia di Modena con il 64,8% dei voti, sostenuto da una coalizione di centrosinistra composta da Democratici di Sinistra, Margherita, Rifondazione comunista e Verdi. Venne riconfermato alle elezioni amministrative del 2009 con il 52,4% delle preferenze. Durante il suo mandato, promosse iniziative per il sostegno all'economia, la semplificazione della macchina amministrativa, la promozione del territorio e delle sue eccellenze, e politiche per la crescita sociale e civile delle persone.
Subito dopo il termine del mandato politico, nel 2014 Sabattini ha assunto il ruolo di presidente di Autostrada Campogalliano-Sassuolo S.p.A., costituita per la realizzazione di una bretella autostradale collegante lo scalo di Campogalliano al distretto ceramico. La sua nomina suscitò polemiche politiche, con critiche riguardo a un possibile conflitto di interessi e alla scelta di ricollocare ex amministratori in incarichi nel settore pubblico-privato.